# Tir sportif
Pour les articles homonymes, voir Tir (homonymie) et Tir olympique.
Vous pouvez aider à l'améliorer ou bien discuter des problèmes sur sa page de discussion.
- Il ne cite pas suffisamment ses sources. Vous pouvez indiquer les passages à sourcer avec {{référence nécessaire}} ou {{Référence souhaitée}}, et inclure les références utiles en les liant aux notes de bas de page. (Marqué depuis janvier 2021)
- Il adopte un point de vue régional ou culturel particulier et nécessite une internationalisation. (Marqué depuis mars 2009)
- Il doit être recyclé. La réorganisation et la clarification du contenu sont nécessaires. (Marqué depuis mars 2010)

- Archive Wikiwix
- Bing
- Cairn
- DuckDuckGo
- E. Universalis
- Gallica
- Google
- G. Books
- G. News
- G. Scholar
- Persée
- Qwant
- (zh) Baidu
- (ru) Yandex
- (wd) trouver des œuvres sur Wikidata

Le tir sportif comprend des disciplines, gérées en France par la Fédération française de tir et, au niveau mondial, par différentes fédérations internationales parmi lesquelles l'International Shooting Sport Federation (ISSF) pour les disciplines olympiques, l'International Practical Shooting Confederation (IPSC) pour le tir sportif de vitesse, la Muzzle Loaders Associations International Confederation pour le tir aux armes anciennes ou l'International Crossbow Shooting Union (IAU) pour l'arbalète.
Ces disciplines consistent en l'utilisation à des fins sportives d'armes à feu et d'arbalètes : pistolet et carabine à air comprimé, .22LR ou gros calibre sur cible en carton fixe ou mobile, au fusil de chasse (plateau ou plus connu sous le nom de ball-trap), tir aux armes anciennes (carabines ou pistolets à poudre noire) et à l'arbalète field et match, mais aussi le Tir aux Armes Réglementaires (TAR) où l'on utilise des armes de poing comme le Glock 17 par exemple ou bien des carabines type AR-15, etc. (Le tir à l'arc et la sarbacane sont des sports gérés par d'autres fédérations).
Les nombreuses disciplines du tir sportif ont toutes en commun l'utilisation d'une arme pour tenter d'atteindre, avec le maximum de précision et de façon répétitive, une cible située à une distance très variable. Les cibles, selon les disciplines, sont situées à des distances de 10 à 300 mètres (voire plus pour le tir longue distance) du tireur.
C'est le troisième sport individuel pratiqué dans le monde (après le tennis et le golf). Il s'agit d'un sport diversifié, grâce à ces nombreuses disciplines, et qui se pratique à tout âge.
Le tir se pratique dans des clubs sportifs, regroupés en fédérations nationales (Fédération française de tir pour la France), qui se coordonnent entre elles au niveau d'instances internationales (ISSF par exemple).
Certaines disciplines sont olympiques : pistolet et carabine 10 mètres à air comprimé, pistolet vitesse et combiné dames à 25 mètres qui se pratiquent avec des pistolets de calibre .22LR, carabine à 50 mètres (3 positions) également en calibre .22LR, fosse olympique, skeet.

## Histoire du tir sportif
Au XIXe siècle et début du XXe siècle, la pratique du tir est presque exclusivement masculine, avec quelques exceptions chez des sportswomen issues de milieux aisés, parfois militantes, comme pour le football.

## Le tir olympique: une pratique sexuée
Le tir fait son apparition comme discipline olympique lors des premiers jeux, en 1896.
Comme la quasi-totalité des disciplines il est alors réservé aux hommes, en raison de l'opposition de Pierre de Coubertin à la pratique du sport par les femmes. Celles-ci ne sont autorisées à concourir dans les mêmes épreuves que les hommes que lors des jeux de Mexico en 1968, et ces sept épreuves mixtes perdurent jusqu'en 1980. Il redevient une pratique partiellement sexuée à partir des jeux de 1984 : le nombre d'épreuves auxquelles peuvent participer les femmes se réduit à cinq (trois épreuves féminines et deux épreuves mixtes) tandis que les épreuves autorisées aux hommes sont portées à huit (six masculines et deux mixtes). En 1992, une épreuve mixte de skeet voit Shan Zhang, une concurrente chinoise, battre le record du monde et l'emporter devant 5 concurrents masculins. Ce sera la première et dernière fois, puisqu'aux jeux suivants, à partir de 1996, la pratique est totalement sexuée : les hommes et les femmes concourent dans des épreuves différentes, même lorsque les armes utilisées et les distances de tir sont identiques. Les épreuves féminines, moins nombreuses, comportent généralement un nombre de coups inférieur à celle des épreuves masculines. Il existe, en 2015, quinze épreuves différentes, neuf pour les hommes, six pour les femmes :
- 10 m pistolet à air (60 coups) hommes ;
- 10 m pistolet à air (60 coups) femmes ;
- 10 m carabine à air (60 coups) hommes ;
- 10 m carabine à air (60 coups) femmes ;
- 25 m pistolet vitesse olympique (60 coups) hommes ;
- 25 m pistolet (30+30 coups) femmes ;
- 50 m carabine trois positions (3x20 coups) hommes ;
- 50 m carabine trois positions (3x20 coups) femmes ;
- double trap (150 cibles) hommes ;
- fosse olympique (125 cibles) hommes ;
- fosse olympique (75 cibles) femmes ;
- skeet (125 cibles) hommes ;
- skeet (75 cibles) femmes[5].

## Les fédérations de tir sportif en France
La principale fédération est la Fédération française de tir — FFTir —, association loi de 1901 créée en 1967. La FFTir est reconnue d'utilité publique et agréée Jeunesse et Sport.
La Fédération française de ball-trap et de tir — FFTB — regroupe plus de 600 clubs et plus de 25 000 licenciés.

### Histoire
La FFTir regroupe les anciennes amicales ou sociétés de tir civiles, ou encore les associations de tir scolaire.

### Années 2010
La FFTir compte 28 ligues et plus de 220 000 licenciés (2014) entre 7 et 99 ans dont 5 000 compétiteurs, 200 compétiteurs de niveau international, trente tireurs ayant participé aux JO et neuf médaillés aux JO. On compte environ 16 000 femmes.
La FFTir reconnaît les disciplines suivantes :

### Carabine

#### Carabine / 10 mètres
Le tir à 10 mètres est pratiqué en position debout et parfois à genoux.
Fréquemment imposé par les clubs de tir comme une initiation avant une orientation vers les autres disciplines, le tir à 10 mètres permet l'apprentissage des organes d'une arme (organes de visée, queue de détente, culasse), de la balistique (trajectoire d'un projectile) et des notions de sécurité (zone de tir, principes de contrôle des armes). Ceci est également valable pour le pistolet à 10 mètres.
- Programme pour les poussins, poussines, benjamins et benjamines : 30 coups
- Programme pour les minimes garçons et filles, (possibilité pour les dames 3 (plus de 60 ans)) : 40 coups
- Programme pour les cadets/cadettes, juniors h et f, dames 1 et 2 et seniors : 60 coups

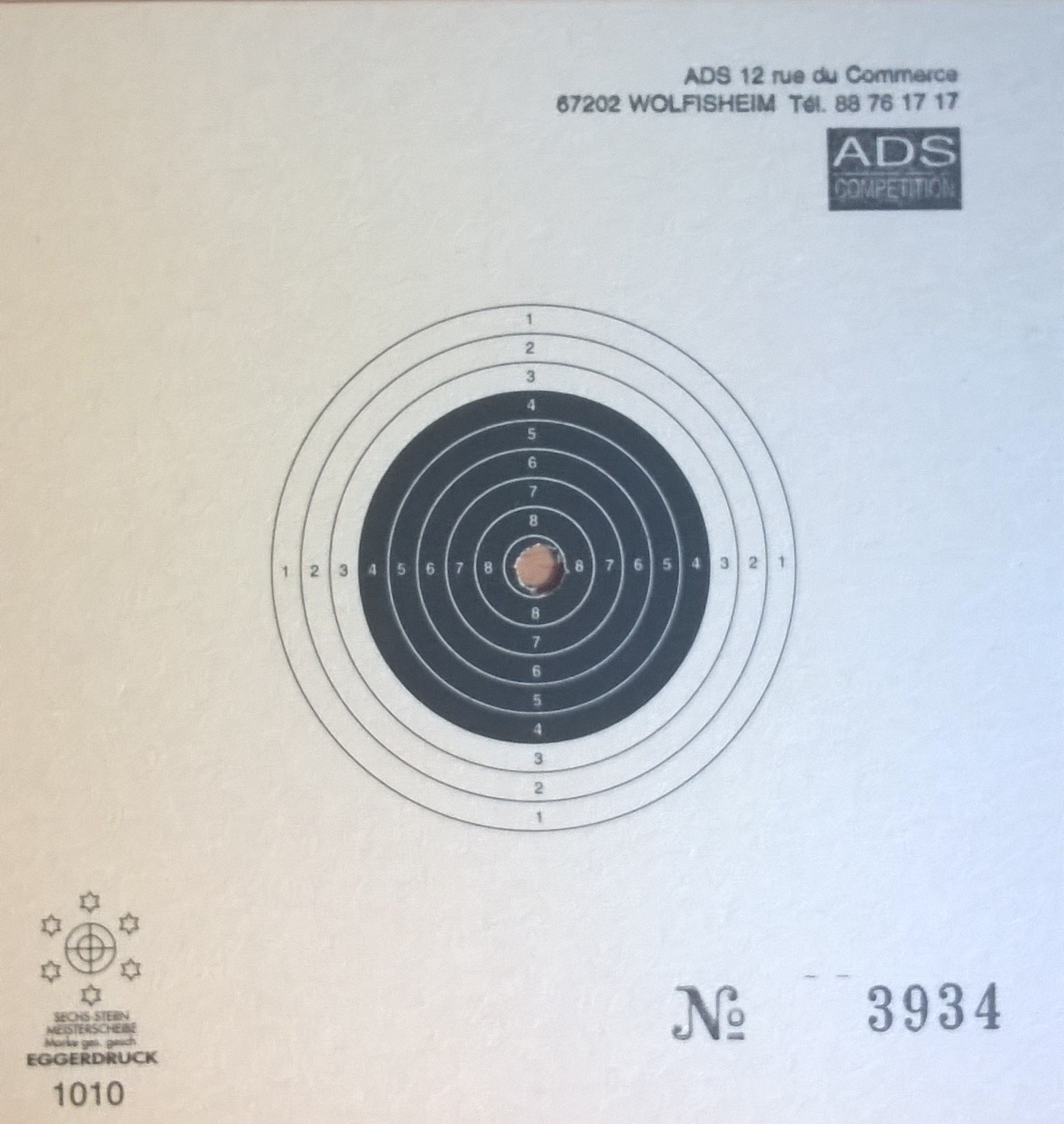
Cible de carabine 10 m ; ici avec un score de 10,9 points

- Cible de carabine 10 m ; ici avec un score de 10,9 pointsArme : carabine standard calibre 4,5 mm à air comprimé, visée fermée.
- 10 central (diamètre du) : 0,5 mm

Mais aussi:
- pour école de tir :
  - poussins (7 à 9 ans) : 30 coups en 15 min de préparation, 10 min d'entraînement et 40 min de compétition (avec un support fixe) ;
  - benjamins (10 à 11 ans) : 30 coups en 15 min de préparation, 10 min d'entraînement et 40 min de compétition (avec une potence) ;
  - minimes (12 à 14 ans) : 40 coups en 1 h (50 min pour cible électronique) ;
  - pour les minimes le tir 3 positions / 3 x 20 (genou, couché, debout) à 10 m est aussi possible : 
    - 20 coups en position « genou » en 25 min,
    - 20 coups en position « couché » en 25 min,
    - 20 coups en position « debout » en 30 min,
    - avec un intervalle de 10 minutes entre chaque positions pour pouvoir adapter son matériel et se mettre en position ;
- autres catégories :
  - dames 3 (plus de 59 ans) : 40 coups en 1 h (50 min pour cible électronique) ;
  - cadets CF-CG/Juniors JF-JH /séniors-dames/ : 60 coups en 1 h 30 min (1 h 15 pour cible électronique).

#### Carabine / 50 mètres / 3 x 20
- Arme : carabine libre de petit calibre (.22 Long Rifle)
- Programme :
  - 20 coups en position « genou » ;
  - 20 coups en position « couché » ;
  - 20 coups en position « debout ».
- Le tout en 2 h 15.
- 10 central : 10,4 mm

#### Carabine / 50 mètres / 60 balles couché (match anglais)
- Arme : carabine libre de petit calibre (.22 long rifle)
- Programme : 15 min de préparation et essais puis 60 coups en position « couché » en 1 h 15 min (ou 50 min sur cible électronique)
- 10 central : 10,4 mm

#### Carabine / 300 mètres / 60 coups couché
- Arme : carabine libre à percussion centrale jusqu'à 8 mm
- Programme : 60 coups en position « couché » en 1 h 30 min (ou 1 h 15 min avec cibles électroniques)
- 10 central : 100 mm

#### Carabine / 300 mètres / 3 x 40
- Arme : carabine libre à percussion centrale jusqu'à 8 mm
- 40 coups en position « couché » en 1 h 15 min (ou 1 h)
- 40 coups en position « debout » en 1 h 45 min (ou 1 h 30 min)
- 40 coups en position « genou » en 1 h 30 min (ou 1 h 15 min)
- 10 central : 100 mm

#### Carabine / 300 mètres / 3 x 20
- Arme : carabine standard à percussion centrale jusqu'à 8 mm
- 20 coups en position « couché »
- 20 coups en position « debout »
- 20 coups en position « genou »
- Le tout en 2 h 30 min
- 10 central : 100 mm

### Pistolet

#### Pistolets / 10 mètres
- Arme : pistolet à air comprimé (ou CO2 pour les armes les plus anciennes) à visée ouverte
- Programme pour les hommes et les dames : 60 plombs en 1 h 30 min (15 min de temps d'essai et 1 h 15 min de temps de match)
- Programme pour les dames 3 (plus de 59 ans) : 40 plombs en 50 min
- calibre : 4,5 mm

#### Pistolet / 10 mètres / Standard
- Arme : pistolet à air comprimé ou CO2 avec chargeur de 5 coups
- Cible : Les mêmes que pour le pistolet 10M, on tire 5 plomb par cible dans un temps limité de 10 secondes
- Programme pour les hommes : 40 plombs en 8 série de 10 secondes
- Programme pour les dames : 40 plombs en 8 séries de 10 secondes

#### Pistolet / 10 mètres / Vitesse
- Arme : pistolet à air comprimé ou CO2 avec chargeur de 5 coups
- Cible : on tire 1 coup sur chacune des 5 cibles basculantes de diamètre 30 mm
- Programme pour les hommes : 40 plombs en 8 séries de 10 secondes
- Programme pour les dames : 40 plombs en 8 séries de 10 secondes

#### Pistolet / 25 mètres / Vitesse olympique (pour les hommes)
- Arme : pistolet semi-automatique de calibre .22 Long Rifle
- Cible : 5 cibles pivotantes
- Demi-programme :
  - 2 séries de 5 coups en 8 secondes ;
  - 2 séries de 5 coups en 6 secondes ;
  - 2 séries de 5 coups en 4 secondes.

Un programme complet répète 2 fois cette séquence pour un total de 60 coups (600 points possibles pour un match complet).
Spécialiste français de la discipline : Jean Quiquampoix.

#### Pistolet / 25 mètres / Sport (combiné 22)
- Arme : revolver ou pistolet .22 Long Rifle, .32 ou .38
- Programme :
  - 6 séries « précision » de 5 balles en 5 minutes ;
  - 6 séries « vitesse » de 5 balles (cible 3s ON puis 7s OFF entre chaque coup).

#### Pistolet / 25 mètres / Standard
- Arme : pistolet semi-automatique de calibre .22 Long Rifle
- Programme :
  - 4 séries, 5 coups en 150 secondes ;
  - 4 séries, 5 coups en 20 secondes ;
  - 4 séries, 5 coups en 10 secondes.

#### Pistolet / 50 mètres / Libre
- Arme : pistolet libre, calibre .22 Long Rifle
- Programme : 60 balles en 2 heures, sur cible C50.
- Spécialistes français de la discipline : Walter Lapeyre, Franck Dumoulin, David Lorain.

### Arbalète[8]

#### Arbalète Match / 10 mètres
- Arme : arbalète de moins de 6,750 kg
- Trait : 4,5 mm
- Programme pour les dames, les seniors et les juniors : 40 coups en 90 minutes
- Spécialiste de la discipline : Bertrand Ballouard

#### Arbalète Match / 30 mètres
- Arme : arbalète libre
- Trait : 6 mm
- Programme :
  - 30 coups en position « debout » ;
  - 30 coups en position « genou ».

#### Arbalète / Field / 10 mètres / salle
- Arme : arbalète Field
- Flèche : 16 pouces
- Programme : 40 flèches sur blason de 25 cm. 3 minutes par volées de 4 flèches.
- Réglages en compétition : 2 volées de 4 flèches en 8 minutes.

#### Arbalète / Field / 18 mètres / intérieur
- 60 flèches sur blasons de 25 cm.
- 2 volées d'essais en 3 min chacune.
- 20 volées, de 3 flèches, en 2 min chacune.

#### Arbalète / Field / Manche IR 900 / extérieur
10 volées de 3 flèches sur blasons de 60 cm à 65, 50 puis 35 mètres (cibles trispot de 40 cm pour le 35m).
Au championnat de France, la compétition se joue sur 2 jours, en tirant d'abord à 35 mètres puis 50 et 65 le 2e jour.

### Cible mobile

#### Cible mobile / 10 mètres
- Arme : carabine à air comprimé avec lunette de visée grossissante
- Trajet de la cible : 2 mètres
- Programme :
  - 30 coups en vitesse lente (trajet de la cible en 5 secondes) ;
  - 30 coups en vitesse rapide (2,5 secondes).

#### Cible mobile / 50 mètres
- Arme : carabine .22 Long Rifle avec lunette de visée grossissante
- Trajet de la cible : 10 mètres
- Programme :
  - 30 coups en vitesse lente (5 secondes) ;
  - 30 coups en vitesse rapide (2,5 secondes).

### Plateaux

#### Plateaux / Fosse olympique
- Arme : calibre 12 ou inférieur
- La fosse est située à 15 mètres des 5 postes de tir occupés tour à tour par 6 tireurs (par roulement). Lancement des plateaux selon des angles inconnus des tireurs. Le tireur épaule avant l'apparition du plateau. Il peut utiliser 2 cartouches par plateau.

#### Plateaux / Skeet olympique
- Arme : fusil de chasse en calibre 12 ou inférieur
- 8 postes de tir sur un parcours en arc de cercle, 8e poste au centre de l'arc de cercle. 2 cabanes de lancement (PULL et MARK ou Haute et Basse) aux extrémités du parcours. 1 cartouche par plateau.
- Programme :
  - poste 1 : simple de pull (un seul plateau), doublé pull/MARK (deux plateaux lancés simultanément) ;
  - poste 2 : simple de pull, doublé pull/mark ;
  - poste 3 : simple de pull, doublé pull/mark ;
  - poste 4 : simple de pull, simple de mark, doublé pull/mark, doublé mark/pull ;
  - poste 5 : simple de mark, doublé mark/pull ;
  - poste 6 : simple de mark, doublé mark/pull ;
  - poste 7 : doublé mark/pull ;
  - poste 8 : simple de pull, simple de mark.

#### Plateaux / Double Trap
Disposition identique à la fosse olympique mais 1 cartouche par plateau et deux plateaux sont lancés simultanément avec un angle et une trajectoire connus.

### Divers

#### TAR / Tir aux armes règlementaires
Le Tir aux Armes Réglementaires, aussi connu sous l’abréviation TAR, est une discipline de Tir Sportif.

#### Bench Rest / Tir de précision sur appui
- Arme : arme d'épaule d'un calibre d'au moins 6 mm, avec lunette à fort grossissement
- Le tireur est assis et l'arme repose sur un support . Tir de précision absolue à 100m Et 200 m, le tireur doit être rompu au  rechargement et maîtriser la " lecture du vent "  . Cette discipline requiert un mental exceptionnel et une grande expérience .
- Une compétition se déroule sur 4 jours entiers consécutifs : 4 warm Up en préliminaire ( hors classement ) et 4 X 5  manches de 7 minutes . À chaque manche le tireur va tenter de grouper 5 impacts . C'est l'écart, en centièmes de mm , des 2 impacts les plus éloignés qui sera comptabilisé . Entre chaque manche le tireur procédera à un nettoyage de son arme avec la pus grande minutie et avec une rigueur extrême , il confectionnera les cartouches pour la manche suivante. Il tiendra  compte des conditions à l'instant T :  , hygrométrie , température, pression atmosphérique , vent,  pour composer sa munition .
- Ce sport " expérimental " est d'origine américaine et a su s'imposer dans le monde du tir sportif notamment en Europe.
- Peut être  seul sport , où le classement ne tient compte ni du sexe ni de l'âge .

#### Tir sportif de vitesse
- Il s'agit d'une discipline où les cibles sont disposées sur un parcours contre la montre. Le tireur doit alterner entre des déplacements pour suivre le tracé et tirer sur les cibles le plus rapidement et précisément possible. Elle requiert une maîtrise totale de l'arme ainsi que des règles strictes de sécurités.
- Arme : pistolet de calibre 9x19 (9mm parabellum) minimum. Mais l'utilisation de revolver, même si elle est moins courante, est également possible.
  - Il existe plusieurs divisions d'armes qui peuvent être utilisées :
    - Open : la F1 du tir sportif de vitesse. Les armes sont personnalisées pour être les plus adaptées aux souhaits du compétiteur. Les seules restrictions sont la longueur du chargeur (qui ne doit pas dépasser 170 mm et le poids des ogives qui doit être d'au moins 120 grains (7,78 g) pour pouvoir prétendre à un décompte des points en majeur (voir plus bas). Les armes de cette division sont également équipées par des systèmes de visée électronique ou optique (type C-More, Aimpoint, etc.) ;
    - Standard : Armes personnalisées soumises néanmoins à des contraintes techniques très strictes : le calibre doit être d'au moins 10 mm pour prétendre à un décompte de points en majeur, visée ouverte : elles ne peuvent pas être équipées de système de visée électronique ou optique ni de compensateurs, et en configuration de tir (chien armé, sécurité engagée et chargeur vide inséré) elles doivent entrer dans une boite de contrôle de 225 × 150 × 45 mm ;
    - Modified : c'est une division hybride entre l'Open et le Standard. La création de ces armes est un vrai défi pour les armuriers du fait des contraintes imposées par le règlement. Depuis le 1er janvier 2012 elle n'est plus reconnue par l'IPSC. Le Classic remplace cette division ;
    - Classic : c'est le retour des premières armes IPSC à chargeur simple colonne. Pour le majeur (.45 ACP ou .40 S&W) seulement 8 coups dans le chargeur. En mineur (9mm) 10 coups sont acceptés ;
    - Production : c'est la division la plus « simple ». Ce sont des armes « sortie de boîte », avec très peu de modifications et d'adaptations permises. Les pièces et accessoires ne peuvent être remplacés que par des pièces proposées au catalogue du fabricant. Enfin les armes pouvant prétendre à un classement en Production figurent sur une liste mise à jour régulièrement par un comité international ;
    - Révolver Standard : cette division regroupe les revolvers sans visée électronique ou optique ni compensateurs. Comme pour le Standard, 10 mm est le calibre minimum pour prétendre à un décompte de points en majeur.
- Le décompte des points :

Les cibles comportent trois zones (A, C, et D) qui permettent de déterminer les points acquis par le tireur. Ces points sont variables en fonction du facteur de puissance que le tireur déclare : Majeur ou Mineur. Lors de la compétition le facteur déclaré par le compétiteur est contrôlé par un arbitre selon une procédure définie par le règlement.
Les points sont donc comptabilisés de manière suivante:
Mineur: A=5 C=3 D=1
Majeur: A=5 C=4 D=2.
- Les matchs sont classés en cinq niveaux allant du Level I au Level V :
  - Level I : niveau Club ;
  - Level II : niveau Inter Club/Régional ;
  - Level III : niveau National/ International ;
  - Level IV : championnat « continental » (ex-Championnat d'Europe) ;
  - Level V : championnat du monde (tous les trois ans).

À chaque niveau correspond un certain nombre de prérequis qui sont définis par le règlement international de l'IPSC.
- Les matchs sont composés de stages (épreuves) qui sont classées en 4 types :
  - les Short course (maximum de 12 coups et deux postes de tir) ;
  - les Medium course (maximum de 16 coups et trois postes de tir) ;
  - les Long course (maximum de 32 coups) ;
  - les Standards : ce sont des épreuves prédéfinies par l'IPSC qui peuvent servir de référence pour classer les tireurs[10].

Le tir sportif de vitesse est arrivé en France au début des années 1980. La Confédération Internationale a quant à elle été fondée en 1976 par le lieutenant colonel Jeff Cooper (en). Le Français Éric Grauffel est nonuple (dont une fois en junior) champion du monde dans la discipline.

#### Silhouettes métalliques
- Arme : pistolet ou revolver ou carabine gros calibre (GC) ou petit calibre (PC, en.22 Long Rifle) revolver, pistolet ou carabine.
- Organe de visée: métalliques ou optique pour les disciplines carabine PC et GC et le Field optique (GC, position debout).
- Programme :
  - 10 balles sur 10 cibles de poulet (chicken) à 25 (PC et Field) ou 50 mètres (GC), 40 mètres en carabine PC, 200 mètres en carabine GC ;
  - 10 balles sur 10 cibles de sanglier (javelina) à 50 (PC et Field) ou 100 mètres (GC), 66 mètres en carabine PC, 300 mètres en carabine GC ;
  - 10 balles sur 10 cibles de dindon (turkey) à 75 (PC et Field) ou 150 mètres (GC), 77 mètres en carabine PC, 380 mètres en carabine GC ;
  - 10 balles sur 10 cibles de mouflon (ram) à 100 (PC et Field) ou 200 mètres (GC), 100 mètres en carabine PC, 500 mètres en carabine GC.
- La taille des cibles varient suivant la discipline et donc la distance. Leur taille est toujours donné par rapport aux silhouettes de la discipline gros calibre (taille 1/1) :
  - pour les disciplines pistolet et revolver PC (position libre et debout), la taille des silhouettes est de 3/8 ;
  - pour les disciplines pistolet unlimited PC (arme « librement » modifiée) et carabine PC, la taille des silhouettes est de 1/5 ;
  - pour les disciplines pistolet et revolver GC (position libre et debout) ainsi que la carabine GC, la taille des silhouettes est de 1/1 ;
  - pour les disciplines pistolet unlimited GC (arme « librement » modifiée) et les disciplines Field (visée ouvertes et optiques), la taille des silhouettes est de 1/2.

Ce sont pour chaque distance 2 x 5 silhouettes qui sont tirées. On a 30 secondes pour charger son arme et se préparer à tirer, puis on a 2 min 00 s pour tirer sa série de 5 silhouettes, soit en tout 2 min 30 s par série de 5 silhouettes. Il y a une courte pause entre deux séries d'une même distance, mais dès qu'on change de distance de silhouettes, il y a le relevage des bêtes tombées ce qui permet au tireur de changer de poste.
L'IMSSU (International Metallic Silhouette Shooting Union) reconnait également le tir SM avec des armes à air comprimé, pistolet ou carabine. Au pistolet, les aides à la visée (optique, dioptre) sont interdites. Ils sont par contre autorisés pour les carabines. Le seul calibre utilisable est le 4,5 mm.
Dans cette discipline, les cibles ont une taille au 1/10, et sont placées respectivement à 10 mètres, 12 mètres, 15 mètres et 18 mètres pour les armes de poing, et 18 mètres, 27 mètres, 33 mètres et 41 mètres pour les armes longues.

#### Tir Western ou Cowboy Action Shooting (pratique non encadrée par la FFTir)
Créé aux États-Unis au début des années 1980, il s'inspire à la fois de la conquête de l'Ouest et des Westerns.
Le tireur porte un costume de cowboy, d'amérindien, de shérif, etc.
Durant les épreuves chronométrées, il tire avec :
- un revolver poudre noire à percussion d'amorces séparées genre Colt 1860 Army ou équivalent (original ou copie) ;
- un revolver à cartouche métallique type Remington 1875 Army, Colt Single Action Army ou équivalent (original ou copie) ;
- une carabine de chasse à levier type Winchester 1873 ou à pompe genre Colt Lighning Rifle (originale ou copie) ;
- et un fusil de chasse court de type Coach gun genre Colt Model 1878 ou Riot-gun type Winchester 1887 ou 1897 (original ou copie).

### Armes anciennes
Le tir aux armes anciennes se fait en utilisant des armes anciennes ou leurs répliques utilisant de la poudre noire.
Au niveau sportif, les épreuves sont codifiées par la MLAIC : Muzzle Loaders Associations International Confederation,. En France, la FFTir et ses délégations régionales et départementales organisent les épreuves jusqu'au niveau national.
Les épreuves se déroulent, pour la plupart, en 30 minutes pendant lesquelles il faut charger et tirer 13 balles; les 10 meilleures balles sont comptabilisées. Pour les épreuves de plateau, il est autrement : 25 balles en 1 heure pour les armes à percussion et 25 balles en 1 heure et quart pour les armes à silex.
Les armes sont dites règlementaires si elles ont été en dotation dans des forces armées ou de sécurité.

#### Armes longues

##### Fusil lisse à silex
Épreuve Miquelet

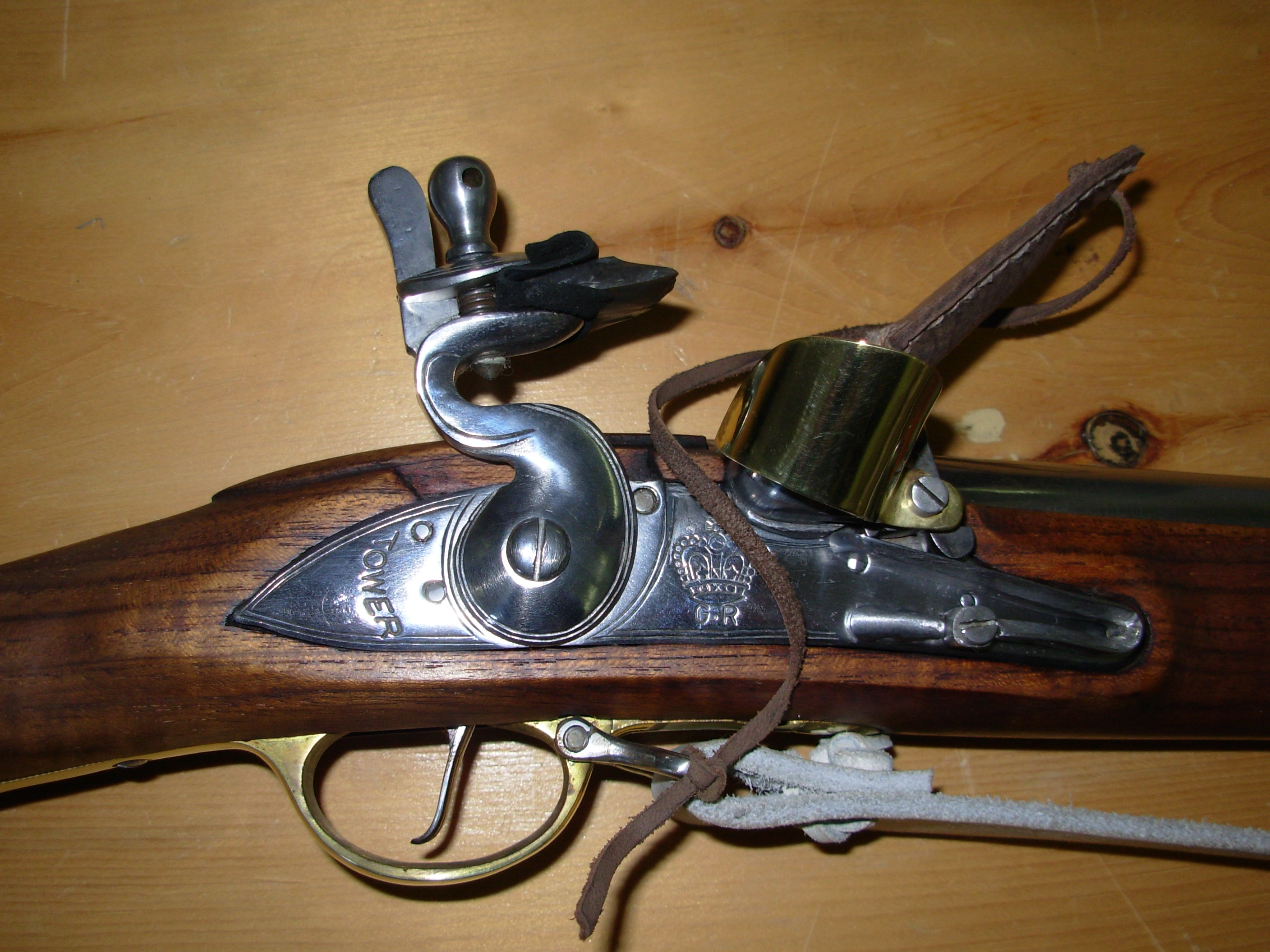
Vue du mécanisme d'une reproduction d'un fusil à silex anglais Brownbess modèle India Pattern, utilisé par le 24th Regiment of foot en 1839

- Épreuve no 1 - épreuve individuelle armes originales et répliques
  - Arme : Mousquet réglementaire, canon lisse, platine à silex
  - Organes de visée : origine - pas de cran de mire
  - Cible : Cible de fusil militaire français 200 mètres (C200)
  - Position « debout »
  - Distance : 50 mètres
  - Balles rondes uniquement
  - Nettoyage interdit entre les coups
  - Entonnoir de chargement court

 Épreuve Gustav Adolf
- Épreuve no 9 - épreuve par équipes armes originales (idem Miquelet)

Épreuve Halikko
- Épreuve no 31 - épreuve par équipes armes originales (idem Miquelet)

##### Fusil libre rayé à silex
Épreuve Maximilien
- Épreuve no 2 - épreuve individuelle arme originale ou réplique
  - Arme : fusil libre canon rayé tous calibres, platine à silex
  - Organes de visée : d'époque y compris les répliques de style origine
  - Cible : cible pistolet ISSF 50 mètres (C50)
  - Position « couché »
  - Distance : 100 mètres
  - Balles rondes uniquement
  - Nettoyage autorisé
  - Entonnoir de chargement autorisé

Épreuve Wedgnock
- Épreuve no 26 - épreuve par équipes arme originale (idem Maximilien)

Épreuve Lucca
- Épreuve no 29 - épreuve par équipes réplique d'armes anciennes (idem Maximilien)

##### Fusil réglementaire à percussion de calibre supérieur à 13,5 mm (0,5315")
Épreuve Minié
- Épreuve no 3 - épreuve individuelle arme originale ou réplique
  - Arme : fusil réglementaire à percussion de calibre supérieur à 13,5 mm (0,5315)
  - Organes de visée : modèle d'origine
  - Cible : cible pistolet ISSF 50 mètres
  - Position « couché »
  - Distance : 100 mètres
  - Balles de style d'origine associée au fusil militaire
  - Nettoyage interdit
  - Entonnoir de chargement court autorisé

Épreuve Pauly
- Épreuve no 10 - épreuve individuelle arme originale (idem Minié)

Épreuve Magenta
- Épreuve no 32 - épreuve individuelle réplique d'armes anciennes (idem Minié)

##### Fusil libre à percussion
Épreuve Whitworth
- Épreuve no 4 - épreuve individuelle arme originale ou réplique
  - Arme : fusil libre à percussion non qualifié pour le Minié
  - Organes de visée : modèle d'origine
  - Cible : cible pistolet ISSF 50 mètres
  - Position « couché »
  - Distance : 100 mètres
  - Balles rondes ou tout type de balles oblongues
  - Nettoyage autorisé
  - Entonnoir de chargement autorisé

Épreuve Rigby
- Épreuve no 20 - épreuve par équipe arme originale ou répliques (idem Whitworth)

##### Fusil libre ou réglementaire à percussion - épreuve féminine
Épreuve Walkyrie
- Épreuve no 8 - épreuve individuelle arme originale ou réplique
  - Arme : fusil libre ou réglementaire à percussion
  - Organes de visée : en accord avec les armes libres ou réglementaires
  - Cible : cible pistolet ISSF 50 mètres
  - Position « couché »
  - Distance : 100 mètres
  - Balles rondes ou tout type de balle oblongue
  - Nettoyage autorisé
  - Entonnoir de chargement autorisé

Épreuve Amazones
- Épreuve no 17 - épreuve par équipes arme originale ou répliques (idem Walkyries)

##### Mousquet crosse de joue ou libre, tous calibres origine ou réplique
Épreuve Tanegashima

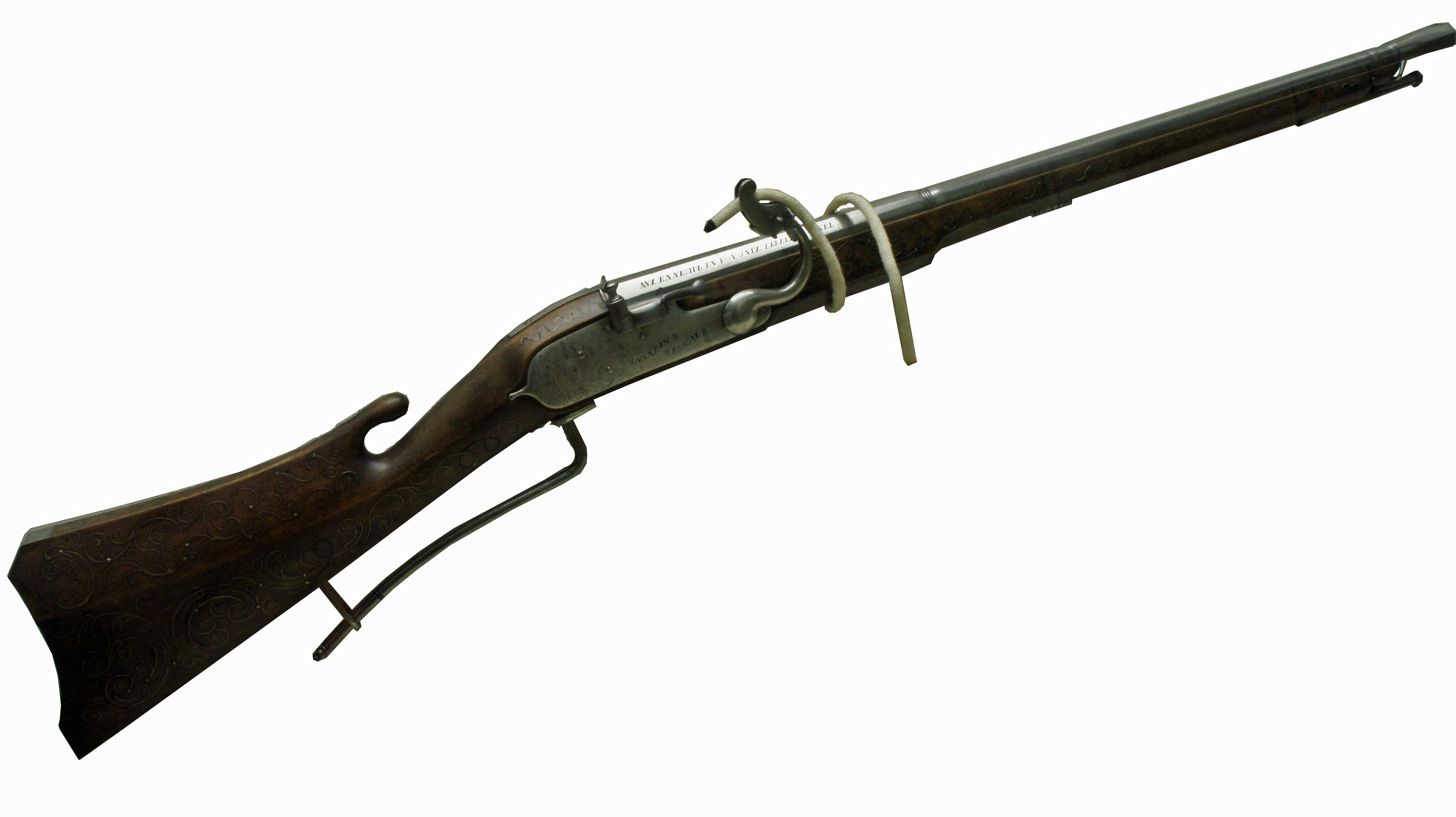
Mousquet à mèche

- Épreuve no 14 - épreuve individuelle arme originale ou réplique
  - Arme : mousquet crosse de joue ou libre, tous calibres origine ou réplique
  - Organes de visée : d'époque y compris les répliques de style origine
  - Cible : cible de fusil militaire français 200 mètres
  - Position « debout »
  - Distance : 50 mètres
  - Balles rondes uniquement
  - Nettoyage autorisé
  - Entonnoir de chargement autorisé

Épreuve Nagashino
- Épreuve no 27 - épreuve par équipes arme originale ou répliques (idem Tanegashima)

Épreuve Nobunoga
- Épreuve no 27 - épreuve par équipes arme originale (idem Tanegashima)

##### Mousquet à mèche ou à silex, fusil à silex ou percussion
Épreuve Vetterli
- Épreuve no 15 - épreuve individuelle arme originale ou réplique
  - Arme : mousquet à mèche ou à silex, fusil à silex ou percussion
  - Organes de visée : suivant les règles de chaque arme autorisée
  - Cible : cible de pistolet ISSF 50 mètres
  - Position « debout »
  - Distance : 50 mètres
  - Balles rondes ou tout type de balle oblongue
  - Nettoyage autorisé
  - Entonnoir de chargement autorisé

Épreuve Pforzheim
- Épreuve no 24 - épreuve par équipes arme originale ou répliques (idem Vetterli)

##### Mousquets à mèche avec crosse à joue à canon lisse, tous calibres
Épreuve Hizadai
- Épreuve no 16 - épreuve individuelle arme originale ou réplique
  - Arme : mousquets à mèche avec crosse à joue à canon lisse, tous calibres, origine ou réplique
  - Organes de visée : d'époque y compris les répliques de style origine
  - Cible : cible de pistolet ISSF 50 mètres
  - Position « à genoux »
  - Distance : 50 mètres
  - Balles rondes uniquement
  - Nettoyage autorisé
  - Entonnoir de chargement autorisé

Épreuve Hibuta
- Épreuve no 43 - épreuve par équipes arme originale (idem Hizadai)

Épreuve Hinowa
- Épreuve no 44 - épreuve par équipes répliques d'armes anciennes (idem Hizadai)

##### Fusil libre rayé platine à silex, tous calibres
Épreuve Pennsylvania
- Épreuve no 36 - épreuve individuelle arme originale ou réplique
  - Arme : fusil libre rayé platine à silex, tous calibres, origine ou réplique
  - Organes de visée : d'époque y compris les répliques de style origine
  - Cible : cible de pistolet ISSF 50 mètres
  - Position « debout»
  - Distance : 50 mètres
  - Balles rondes uniquement
  - Nettoyage autorisé
  - Entonnoir de chargement autorisé

Épreuve Kossuth
- Épreuve no 42 - épreuve par équipes arme originale ou réplique (idem Pennsylvania)

##### Fusil réglementaire à percussion calibre supérieur à 13,5 mm
Épreuve Lamarmora
- Épreuve no 37 - épreuve individuelle arme originale ou réplique
  - Arme : fusil réglementaire à percussion calibre supérieur à 13,5 mm, origine ou réplique
  - Organes de visée : origine, modifications mineures autorisées
  - Cible : cible de pistolet ISSF 50 mètres
  - Position « debout »
  - Distance : 50 mètres
  - Balles : style d'origine associé au fusil militaire
  - Nettoyage interdit
  - Entonnoir de chargement court autorisé

Épreuve Kossuth
- Épreuve no 40 - épreuve par équipes arme originale ou réplique (idem Lamarmora)

#### Armes courtes
Déroulement :
- préparation : disposition des cibles et des accessoires de tir ;
- mise en route de l'épreuve (30 min) ;
- flambage (facultatif) : un coup pour « rien » qui permet de vérifier le fonctionnement de l'arme ;
- tir de 13 balles.
- tir à bras franc (arme tenue à une seule main)

Les 3 moins bons scores sont éliminés. Résultat sur 100 (10 meilleures balles). Une balle sur une ligne est comptée pour la zone dans laquelle elle y est le plus présente.

##### Pistolet libre à un coup canon lisse platine à silex, calibre minimum 11 mm
Épreuve Cominazzo

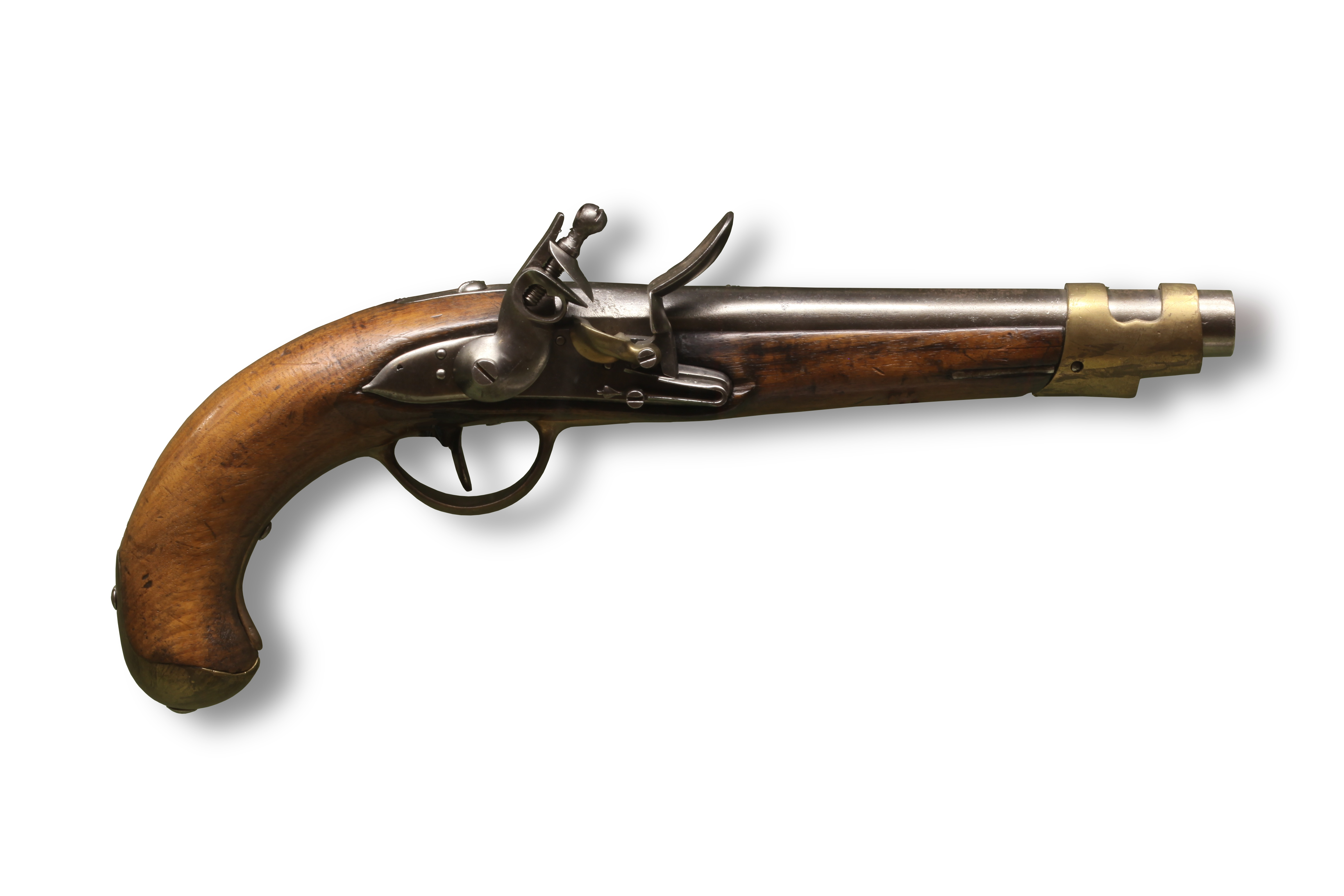
Pistolet à silex utilisé durant les Guerres de la Révolution française, fabriqué par les Ateliers nationaux en France vers 1790-1795.

- Épreuve no 5 - épreuve individuelle arme originale ou réplique
  - Arme : pistolet libre à un coup canon lisse platine à silex, calibre minimum 11 mm
  - Organes de visée : d'époque
  - Cible : cible de pistolet ISSF 50 mètres
  - Position « debout »
  - Distance : 25 mètres
  - Balles : rondes uniquement

Épreuve Wogdon
- Épreuve no 25 - épreuve par équipes arme originale ou réplique (idem Cominazzo)

##### Pistolet à un coup canon rayé tous calibres
Épreuve Kuchenreuter

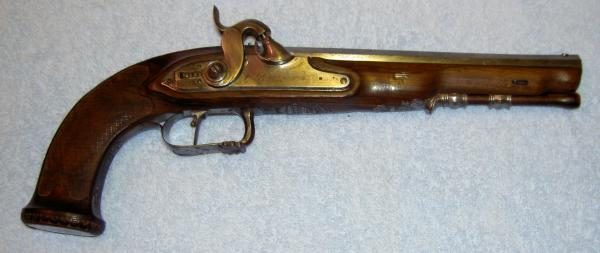
Pistolet à percussion (ou dit à piston)

- Épreuve no 6 - épreuve individuelle arme originale ou réplique
  - Arme : pistolet à un coup canon rayé tous calibres
  - Organes de visée : contemporaines du XIXe siècle
  - Cible : cible de pistolet ISSF 50 mètres
  - Position « debout »
  - Distance : 25 mètres
  - Balles : rondes uniquement

Épreuve Boutet
- Épreuve no 18 - épreuve par équipes arme originale (idem Kuchenreuter)

Épreuve Forsyth
- Épreuve no 33 - épreuve par équipes répliques d'armes anciennes (idem Kuchenreuter)

##### Revolver libre à percussion, arme d'origine
Épreuve Colt

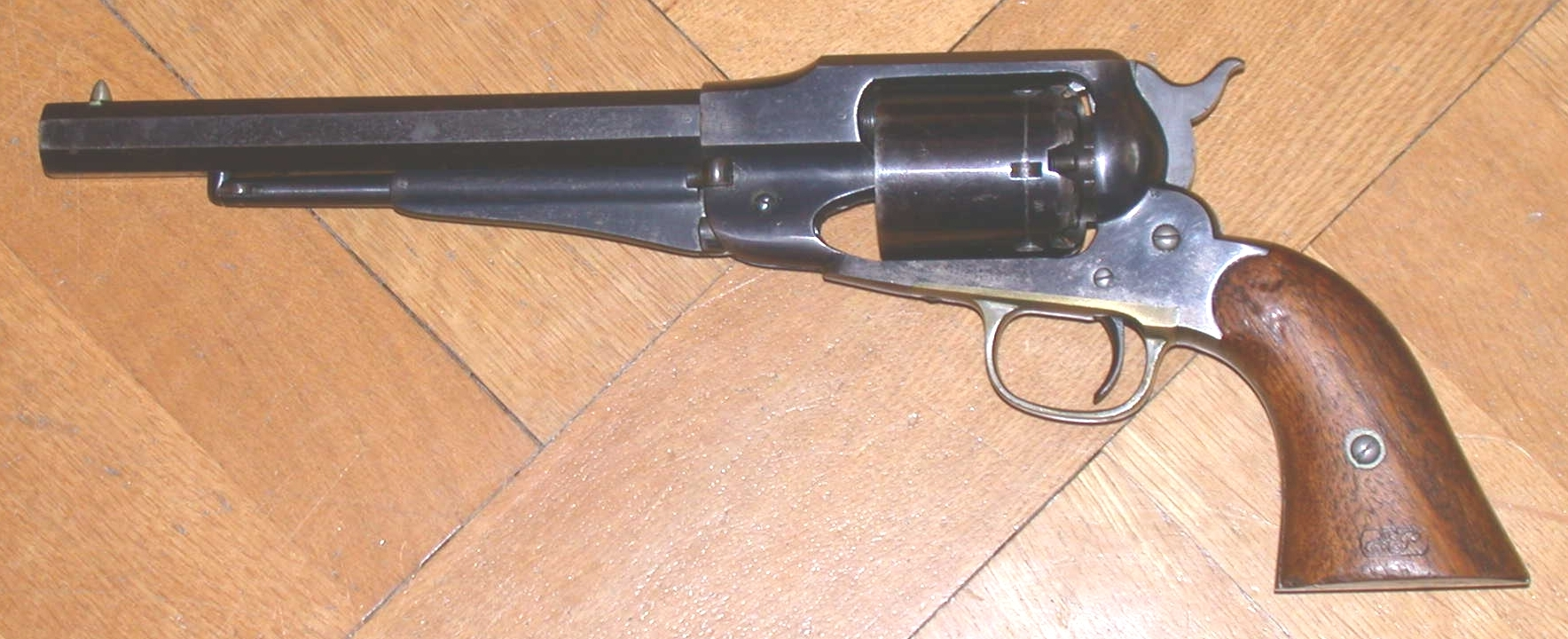
Remington New Model Army

- Épreuve no 7 - épreuve individuelle arme originale
  - Arme : revolver libre à percussion, arme d'origine
  - Organes de visée : d'époque, hauteur du guidon libre mais le profil doit respecter le style d'origine
  - Cible : cible de pistolet ISSF 50 mètres
  - Position « debout »
  - Distance : 25 mètres
  - Balles : rondes uniquement

Épreuve Adams
- Épreuve no 30 - épreuve par équipes arme originale (idem Colt)

##### Revolver libre à percussion, réplique
Épreuve Mariette

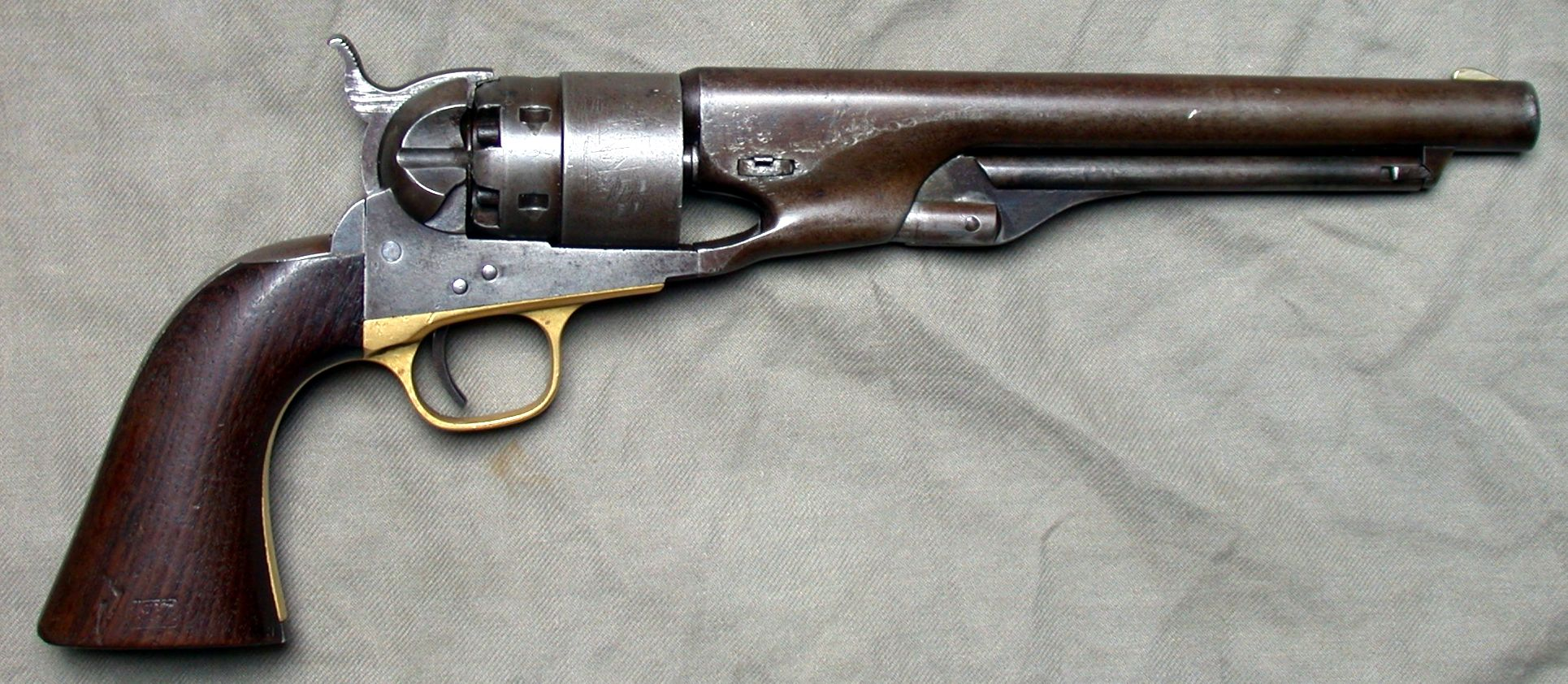
Colt Army Mod 1860

- Épreuve no 7 - épreuve individuelle réplique d'arme ancienne
  - Arme : revolver libre à percussion, réplique
  - Organes de visée : d'époque, hauteur du guidon libre mais le profil doit respecter le style d'origine
  - Cible : Cible de pistolet ISSF 50 mètres
  - Position « debout »
  - Distance : 25 mètres
  - Balles : rondes ou balles Picket

Épreuve Peterlongo
- Épreuve no 30 - épreuve par équipes répliques d'armes anciennes (idem Mariette)

##### Pistolet à mèche à canon lisse type japonais, tous calibres, type européen gros calibres
Épreuve Tanzutsu

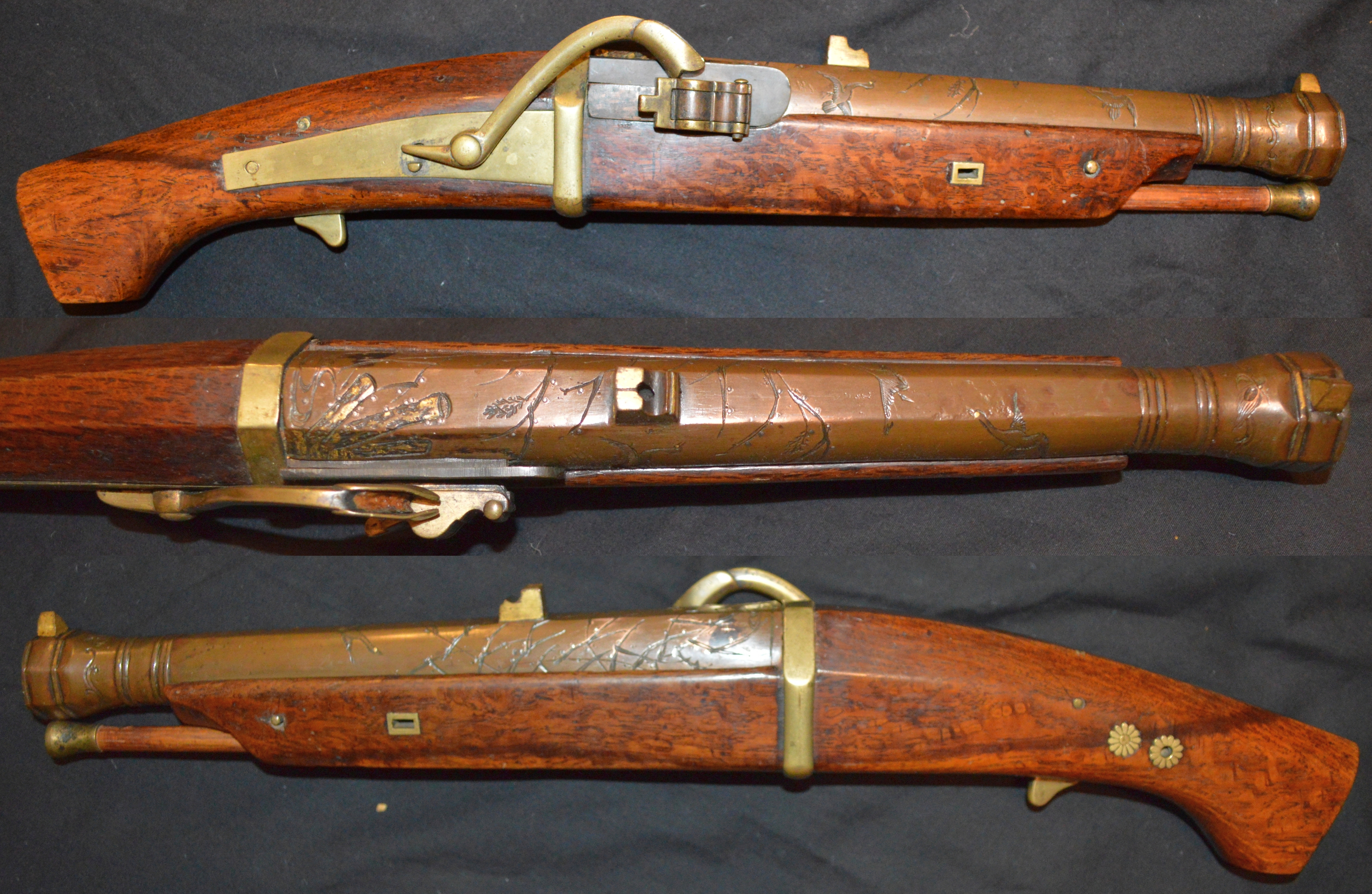
Pistolet à mèche japonais

- Épreuve no 28 - épreuve individuelle arme d'origine ou réplique d'arme ancienne
  - Arme : pistolet à mèche à canon lisse type japonais, tous calibres, type européen gros calibres
  - Organes de visée : d'époque, le profil doit respecter le style d'origine
  - Cible : cible de pistolet ISSF 50 mètres
  - Position « debout »
  - Distance : 25 mètres
  - Balles : rondes uniquement

Épreuve Kunimoto
- Épreuve no 39 - épreuve par équipes répliques d'armes anciennes (idem Tanzutsu)

##### Revolver libre à percussion - idem Colt ou Mariette
Épreuve Donald Malson
- Épreuve no 23 - épreuve individuelle arme d'origine ou réplique d'arme ancienne
  - Arme : revolver libre à percussion - idem Colt ou Mariette
  - Organes de visée : d'époque, le profil doit respecter le style d'origine
  - Cible : cible de pistolet ISSF 50 mètres
  - Position « debout »
  - Distance : 50 mètres
  - Balles : rondes uniquement ou balle Picket

Épreuve Remington
- Épreuve no 38 - épreuve individuelle arme d'origine ou réplique d'arme ancienne. Cette épreuve n'est pas tirée, elle est le résultat des épreuves Colt, Mariette à 25 mètres et du Donald Malson à 50 mètres pour peu que la même arme ait été utilisée pour les deux épreuves.

#### Épreuves plateaux

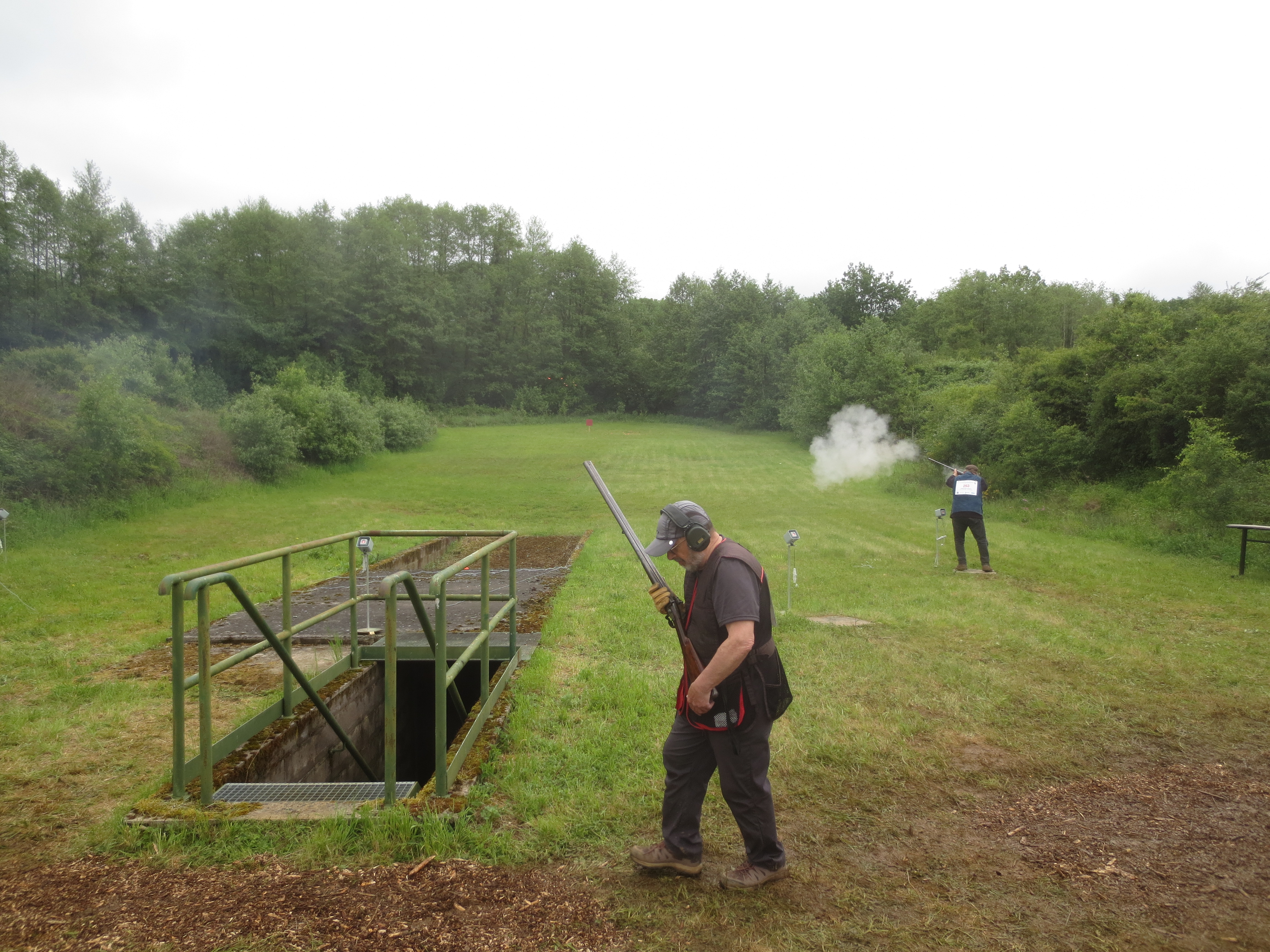
42ème championnat de France de tir aux armes anciennes - Volmerange les Mines mai 2024

##### Fusil libre à silex de tout calibre
Épreuve Manton

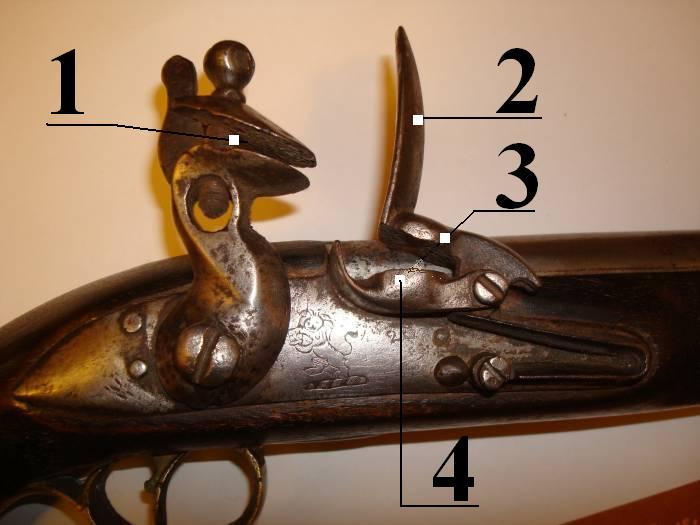
Platine à silex dite à la miquelet

- Épreuve no 21 - épreuve individuelle arme d'origine ou réplique d'arme ancienne
  - Arme : fusil libre à silex de tout calibre
  - 50 plateaux tirés en 2 séries de 25 plateaux chacune, depuis 5 postes en 60 minutes et sur des stands différents si c'est possible

Épreuve Hawker
- Épreuve no 21 - épreuve par équipe arme idem Manton

##### Fusil libre à percussion de tout calibre
Épreuve Lorenzoni

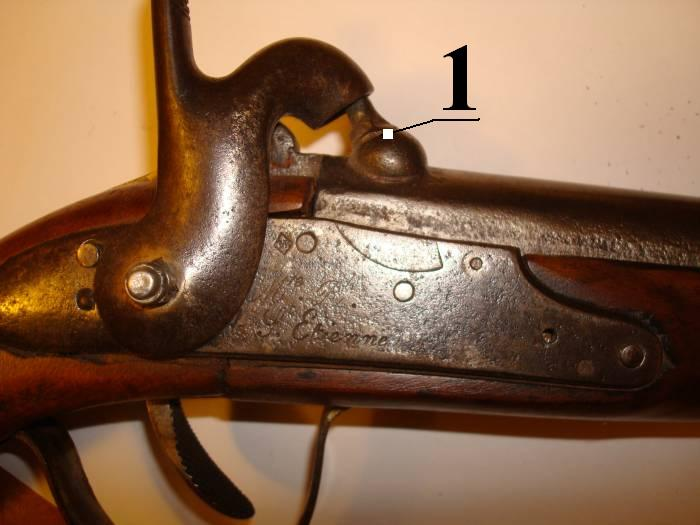
platine à percussion

- Épreuve no 22 - épreuve individuelle arme d'origine ou réplique d'arme ancienne
  - Arme : fusil libre à percussion de tout calibre
  - 50 plateaux tirés en 2 séries de 25 plateaux chacune, depuis 5 postes en 60 minutes et sur des stands différents si c'est possible

### L'école de tir
En France
L'école de tir accueille les enfants de 9 ans à 14 ans. Elle a pour but d'enseigner aux enfants (catégories poussins, benjamins, minimes) les méthodes de base du tir sportif.
- Les poussins tirent en position debout avec support à ressort.
- Les benjamins tirent en position debout avec Support à Assistance Modulable (SAM).
- Les minimes tirent en position debout réglementaire sans support.

La discipline enseignée est le pistolet 10 mètres ou la carabine 10 mètres.
Les minimes peuvent également pratiquer le pistolet vitesse 5 cibles, pistolet 3/7, la carabine 3 positions et l'arbalète field.
En Suisse
En Suisse les jeunes tireurs commencent ce sport vers l'âge de 10 ans et sont divisés en deux catégories, pour le 10 m Jeunesse (-16 ans) et Juniors (- de 20 ans). À la carabine 50 m les tireurs sont licenciés ou non-licenciés mais pour les deux disciplines ils deviennent Elite à 20 ans. Les jeunes sont suivis par des entraineurs au bénéfice d'un diplôme Jeunesse et Sport.
Il existe également le cours de jeunes tireurs. Ce cours, vu comme un cours préparatoire de l'armée (donc gratuit), est proposé aux enfants dès 14 ans. Ils y apprennent à tirer au Fass90 (fusil de l'armée), à une distance de 300 mètres. Le cours JT comporte 6 « niveaux », dont un niveau par année. Les jeunes peuvent suivre les 6 modules s'ils le désirent, ou arrêter après une année de tir. L'âge limite pour être JT est de 20 ans, ou avoir effectué son école de recrue.

## Spécialistes dans diverses disciplines
- Jean-Pierre Amat (carabine 10 et 50 mètres), champion olympique, champion du monde et champion d'Europe
- Franck Badiou (carabine 10 mètres), vice-champion olympique, champion d'Europe
- Bertrand Ballouard (arbalète match 10 mètres), entraîneur, champion du monde, champion d'Europe
- Jean-Pierre Bonnet (armes anciennes)
- Laurence Brize (carabine 10 mètres), finaliste olympique
- Michel Carrega (fosse olympique), champion du Monde
- Philippe Cola (pistolet libre), entraîneur de Franck Dumoulin. Champion d'Europe. Il a disputé les épreuves de tir aux Jeux olympiques d'été de 1984, de 1988 et de 1992
- Paul Colas, champion olympique
- Mathieu Ducellier, spécialiste des armes longues anciennes, champion du monde.
- Pierre-Alain Dufaux (carabine 10 et 50 mètres, arbalète 10 et 30 mètres, fusil 300 mètres)
- Franck Dumoulin (pistolet 10 et 50 mètres), champion olympique, champion du monde, champion d'Europe - 56 podiums internationaux[14]
- Émilie Évesque (carabine 10 et 50 mètres), vice-championne d'Europe
- Joël Girard (fosse universelle & olympique), champion du monde, vice champion d'Europe et champion de France
- Céline Goberville (pistolet 10 et 25 mètres), vice-championne olympique en 2012, vainqueur des Jeux méditerranéens en 2013, double championne d'Europe
- Éric Grauffel (Tir Sportif de Vitesse), heptuple champion du monde (invaincu depuis 1999 en Championnat du Monde)
- Philippe Héberlé (carabine 10 mètres), champion olympique, champion du Monde
- Camille Jedrzejewski (pistolet 10 et 25 mètres)
- Philippe Journet (armes anciennes), champion du monde, champion d'Europe
- Christian Kezel (pistolet à feu rapide à 25 m)
- Walter Lapeyre (pistolet 10 et 50 mètres), champion d'Europe. Il s'est classé 6e de l'épreuve de tir au pistolet à 10 mètres, aux Jeux olympiques de Pékin (août 2008)
- Jérémy Monnier (carabine 10 et 50 mètres), champion d'Europe
- Gilles Muller (arbalète match 30 mètres), champion d’Europe
- Pierre Edmond Piasecki (carabine 10 mètres), champion d'Europe
- Jean Quiquampoix (vitesse olympique (25m)), champion olympique, vice-champion olympique
- Alexis Raynaud (carabine 50m), médaille de bronze aux Jeux olympiques, vice-champion d'Europe
- Valérian Sauveplane (carabine 10 et 50 mètres), champion du monde, champion d'Europe, finaliste olympique
- Romain Sohet (carabine 50 mètres) entraîneur ayant enseigné à l'étranger. Spécialiste de la recherche en stabilométrie appliquée au tir auprès de l'Université catholique de Louvain
- Stéphanie Tirode (pistolet 10 et 25 mètres), championne d'Europe
- Jean-Luc Tricoire (cible mobile mixte)
- Kilian Wicht (espoir suisse du tir 300m à la carabine)

## Avantages et risques pour la santé
Il faut tout d'abord noter que l'arme n'est qu'un outil accessoire de ce sport au même titre que javelot, arc et flèches, épée, perche et ainsi de suite pour bien d'autres sports. Comme dans ces sports elle exige une utilisation pointilleuse qui impose, de fait, discipline et concentration données fondamentales du tir sportif et de loisir.
Le tir sportif est l'un des rares sports qui se pratiquent facilement jusqu'à un âge avancé (89 ans sans difficultés. Pour les personnes avec handicap (il existe même une forme de pratique du tir pour les malvoyants) permettant notamment d'aider les enfants hyperactifs par exemple.
Aide à apprendre la concentration, la discipline, la méthodologie, l'estime de soi et en même temps l'humilité, le dépassement de soi, la maîtrise de soi et le fair-play.
La pratique du tir dit sportif a beaucoup augmenté dans le monde depuis le début du XXe siècle, notamment les années 1980-1990. Corrélativement se rencontre la vente d’armes à munitions sans poudre (pistolets et carabines à air comprimé notamment), ce qui amène certains à expliquer ainsi une augmentation (qu'ils qualifient « épidémique » et régulière) des blessures (accidentelles ou non) par les armes à feu mais aussi par les munitions d'arme à air comprimé, en particulier chez les enfants. Contrairement à une idée répandue, les armes à air comprimé modernes sont souvent assez puissantes pour assurer une pénétration intracrâniale et intracérébrale de leur munition,.
Outre le risque de blessures directe (notamment lors de la manipulation d'armes au domicile ou dans la nature, qui est source d'accidents assez fréquents chez les enfants, parfois sérieuses ou mortelles, en particulier les blessures à la tête,), la pratique du tir sportif peut induire, notamment en cas de pratique assidue :
- une surdité ou des acouphènes, notamment pour la pratique du ball-trap (si aucune protection auditive n'est portée) ;
- une traumatologie spécifique liée à l'encaissement des chocs lors du recul de l'arme (pour les armes à fort calibre) ;
- une intoxication (saturnisme) induite par l'inhalation ou le passage percutané du plomb contenu dans les balles, ou chez l'enfant à la suite de l'ingestion accidentelle de munitions (ou à leur manipulation). Les stands de tirs dont l'aération est insuffisante sont particulièrement concernés, les tireurs, mais aussi les moniteurs ou le personnel pouvant y inhaler des quantités significatives de plomb. Par exemple la fédération sportive suisse de tir a fait analyser les cheveux de huit tireurs d'élite (les cheveux étant utilisés pour révéler des intoxications chroniques par le mercure, le plomb et d'autres métaux lourds) ; les résultats ont montré des valeurs bien au-dessus de la moyenne, voire alarmantes, même si la vie de ces sportifs n'est pas menacée. 
Pour réduire les risques de saturnisme, les stands de tir doivent être bien aérés et les principaux intéressés devraient se laver régulièrement les mains après avoir manipulé de la munition et se faire suivre par un médecin[24]. 
Les stands de tir extérieurs sont aussi source de dispersion de plomb dans l'environnement[25],[26]. Ce plomb peut ensuite contaminer l'eau, le sol et la chaine alimentaire et secondairement les consommateurs de champignons (bioaccumulateurs), certaines espèces gibier (victimes de saturnisme animal) ou plantes contaminées.

Le respect des prescriptions de sécurité dans la manipulation des armes et munitions, la mise en place de bonnes pratiques de construction (aération, facilité de nettoyage) et de gestion du stand de tir (manipulation minimale des munitions toxiques ou utilisation de munitions alternatives non toxiques ou moins toxiques, utilisation de gants, de lunettes et protection auditive, lavage des mains, etc.) permettent de réduire une partie de ces risques. Les éléments-traces métalliques n'étant pas biodégradables, des séquelles environnementales sont possibles et fréquentes autour des anciens stands de tir abandonnés,,.